# Royal White
Royal White é uma nova raça de ovelha nos EUA. Esta raça é um híbrido que produz mais carne, menos gordura, menos lã, para melhorar a relação quantidade de carne por quilograma de alimento. A carne magra e macia é a finalidade desta raça. 